# Проблема размера — диаметра
Проблема размера — диаметра — задача поиска наибольшего возможного графа {\displaystyle G} (в терминах размера множества его вершин {\displaystyle V}) диаметра {\displaystyle k} такого, что наибольшая степень любой вершины в графе {\displaystyle G} не превосходит {\displaystyle d}. Размер графа {\displaystyle G} ограничен сверху границей Мура. Для {\displaystyle 1<k} и {\displaystyle 2<d} только граф Петерсена, граф Хоффмана — Синглтона и, возможно, граф с диаметром {\displaystyle k=2} и степенью {\displaystyle d=57} достигают границу Мура. В общем случае наибольшие графы со значениями степень/диаметр имеют размер, много меньший границы Мура.
Изучается также задача поиска наибольшего возможного орграфа, вместо степени графа в этом случае используется полустепень исхода.

## Формула
Пусть {\displaystyle n_{d,k}} — максимально возможное число вершин графа со степенью, не превосходящей {\displaystyle d}, и диаметром {\displaystyle k}, тогда {\displaystyle n_{d,k}\leq M_{d,k}}, где {\displaystyle M_{d,k}} является границей Мура:
{\displaystyle M_{d,k}={\begin{cases}1+d{\frac {(d-1)^{k}-1}{d-2}}&d\geqslant 2\\2k+1&d=2\end{cases}}}
Эта граница достигается в очень редких случаях, так что изучение пошло в направлении, насколько близко существуют графы к границе Мура.
Величина {\displaystyle \delta =M_{d,k}-|V|} называется дефектом графа (здесь {\displaystyle |V|} — число вершин в графе). Говорят, что граф имеет малый дефект, если {\displaystyle \delta \leqslant d}. Есть гипотеза, что для степеней {\displaystyle d\geqslant 6} не существует {\displaystyle (d,2)}-графов с дефектом 2. О графах с дефектом, большим 2, известно мало.
Для асимптотического поведения заметим, что {\displaystyle M_{d,k}=d^{k}+O(d^{k-1})}.
Для параметра {\displaystyle \mu _{k}=\liminf _{d\to \infty }{\frac {n_{d,k}}{d^{k}}}} была высказана гипотеза, что {\displaystyle \mu _{k}=1} для всех {\displaystyle k}; известно, что {\displaystyle \mu _{1}=\mu _{2}=\mu _{3}=\mu _{5}=1} и что {\displaystyle \mu _{4}\geq 1/4}.

## MaxDDBS
Если дан связный граф-хозяин[уточнить] {\displaystyle G}, верхняя граница степени {\displaystyle d} и верхняя граница диаметра {\displaystyle k}, ищется наибольший подграф {\displaystyle S} графа {\displaystyle G} с максимальной степенью, не превосходящей {\displaystyle d} и диаметром, не превосходящим {\displaystyle k}. Эта задача называется MaxDDBS, и она содержит проблему размера — диаметра в качестве частного случая (а именно, если взять достаточно большой полный граф в качестве графа-хозяина). Задача является NP-трудной.